# Онтаріо (Огайо)
Онтаріо (англ. Ontario) — місто (англ. city) в США, в окрузі Ричленд штату Огайо. Населення — 6656 осіб (2020).

## Географія
Онтаріо розташоване за координатами 40°46′7″ пн. ш. 82°37′1″ зх. д. / 40.76861° пн. ш. 82.61694° зх. д. (40.768537, -82.616907).  За даними Бюро перепису населення США в 2010 році місто мало площу 28,77 км², з яких 28,71 км² — суходіл та 0,06 км² — водойми.

## Демографія
Згідно з переписом 2010 року, у місті мешкало 6225 осіб у 2616 домогосподарствах у складі 1748 родин. Густота населення становила 216 осіб/км².  Було 2808 помешкань (98/км²).
Расовий склад населення:
| - 90,8 % — білих - 4,0 % — чорних або афроамериканців - 2,6 % — азіатів - 0,3 % — корінних американців |

До двох чи більше рас належало 1,8 %. Частка іспаномовних становила 1,6 % від усіх жителів.
За віковим діапазоном населення розподілялося таким чином: 22,8 % — особи молодші 18 років, 57,0 % — особи у віці 18—64 років, 20,2 % — особи у віці 65 років та старші. Медіана віку мешканця становила 43,1 року. На 100 осіб жіночої статі у місті припадало 88,9 чоловіків;  на 100 жінок у віці від 18 років та старших — 84,8 чоловіків також старших 18 років.
Середній дохід на одне домашнє господарство  становив 64 519 доларів США (медіана — 52 975), а середній дохід на одну сім'ю — 77 110 доларів (медіана — 62 367). За межею бідності перебувало 7,2 % осіб, у тому числі 4,0 % дітей у віці до 18 років та 4,3 % осіб у віці 65 років та старших.
Цивільне працевлаштоване населення становило 2995 осіб. Основні галузі зайнятості: освіта, охорона здоров'я та соціальна допомога — 24,3 %, виробництво — 17,4 %, роздрібна торгівля — 14,5 %.